# Muramvya
Muramvya è un comune del Burundi situato nella provincia di Muramvya con 81 257 abitanti (censimento 2008).

## Geografia antropica

### Suddivisioni amministrative
Il comune è suddiviso in 24 colline.